# Guzmania monostachya
Espèce
Classification APG II (2003)
Guzmania monostachya est une espèce de plantes de la famille des Broméliacées originaire d'Amérique centrale, du Brésil et de Floride.

## Description
Haute d'environ quarante cm, Guzmania monostachya porte des feuilles étroites et arquées ; les fleurs jaunes regroupées en épi émergent à peine des bractées hautes de quarante cm environ. 